# Alain Dubois
Pour les articles homonymes, voir Dubois.
Alain Dubois, né le 4 juin 1948 à Paris, est un herpétologiste français.

## Biographie
Professeur et Directeur du Laboratoire reptiles-amphibiens du Muséum national d'histoire naturelle de Paris, Alain Dubois est spécialisé dans l'étude des amphibiens actuels et est notamment l'auteur de travaux sur leur taxonomie, leur évolution et leur biogéographie. Il est également l'auteur de travaux sur la nomenclature biologique qui visent à améliorer le Code international de nomenclature zoologique ou même à proposer un code alternatif. Il a aussi publié sur la notion de genre en biologie : Le genre en zoologie : essai de systématique théorique (1988). Il a été membre fondateur de la Société Française de Systématique.